# Audax Club Sportivo Italiano
Pour les articles homonymes, voir Audax.
Maillots
Actualités
Le Audax Club Sportivo Italiano est un club de football chilien basé à Santiago du Chili.

## Historique
- 1910 : fondation du club sous le nom de Audax Club Ciclista Italiano
- 1921 : le club est renommé Audax Club Sportivo Italiano
- 1998 : première participation à la Copa CONMEBOL
- 2007 : première participation à la Copa Libertadores et à la Copa Sudamericana

## Palmarès
- Championnat du Chili
  - Champion : 1936, 1946, 1948, 1957

## Anciens joueurs
- Roberto Cereceda
- Humberto Suazo
- Zizinho
- Salvador Cabañas
- Franco di Santo
- Claudio Husaín
- Claudio Borghi
- Juan Carlos Letelier
- Ignacio Ithurralde
- Braulio Leal
- Nicolás Peric
- Johnny Herrera
- Fabián Orellana
- Sebastián Pinto
- Carlos Villanueva